# Ruta Provincial E 71 (Córdoba)

## Generalidades
Según los registros oficiales consultados, la Ruta Provincial E 71, conocida como Variante Bialet Massé, es una vía de comunicación ubicada en la provincia de Córdoba, República Argentina, cuyo trazado es de gran importancia ya que enlaza la  Autopista Córdoba-Carlos Paz , con la  RP E-73  y la  RP E-55 .

Discurre en forma casi paralela a la nombrada  Ruta Provincial E 73 , que costea la margen sudeste del Dique San Roque, denominada como Camino de las Cien Curvas.
Sin embargo, la información obtenida de la misma documentación oficial se contrapone, ya que informa que su trazado, se superpone con la Variante Costa Azul y con la Ruta provincial E 73, y no existe in situ, ninguna referencia a esta vía de comunicación (amojonado, cartelería ni referencias secundarias), que pueda ser utilizada para definir su trazado, por lo que se infiere que actualmente (2023), su trazado exista solamente en la documentación oficial, y sea un remanente del viejo camino que unía la autopista Córdoba-Carlos Paz, con el Dique San Roque. 

## Recorrido
Indeterminado

## Localidades
Indeterminado